# Conchobar Óg mac Aodha
Conchobar Óg mac Aodha (mort en 1499) le 22e  est un co-roi d'Uí Maine issu de la lignée des Ó Ceallaigh (anglicisé en  O' Kellys)  de  1488 à  1499.

## Contexte
En 1488 Maolsheachlainn mac Aodha est déposé par ses parents et meurt en captivité. Deux co-régents sont désignés pour gouverner les Ui Maine; son frère cadet  Conchobar Óg mac Aodha et Donnchadh mac Breasail, fils de Bresal († 1464) lui-même fils de Donnchadh mac Maolsheachlainn .
Le statu quo se maintient une dizaine d'années jusqu'à ce qu'en 1499 Une armée dirigée par le comte de Kildare, c'est-à-dire Garrett Mor, le fils de Thomas, le futur Lord Deputy d'Irlande, intervienne dans le Connacht; et s'empare d'liag-Maenagain sur les fils du tánaiste Uilliam Ruadh Ó Ceallaigh († 1420), et le donne aux fils de Aodh mac Briain. Les fils de  Uilliam Ó Ceallaigh sont bannis vers l'ouest au delà de la rivière Suck. Lors de cette expédition, le château de Tulsk est pris par les descendants de Felim Cleireach O'Connor Sligo, et leurs otages sont confiés par lui à Áodh mac Feidhlimidh Fhinn Ua Conchobhair Ruadh, le deuxième suzerain du Sil-Murray. Les châteaux de Roscommon et Castlereagh sont également pris par lui lors de cette expédition 
Sollicité par O'Connor et les fils de Uilliam O' Kelly Ulick Fionn Burke « Mac William Burke » intervient  et le château d'Athleague fut pris par lui et remis aux fils de Uilliam Ó Ceallaigh; et Conchobhar Óg Ó Ceallaigh, le co seigneur qui régnait sur Hy-Many, est fait prisonnier et livré, avec les otages des sous-chefs de Hy-Many, à Maolsheachlainn, fils de Tadhg († 1467) , fils de Donnchadh mac Maolsheachlainn, qui assume ensuite la seigneurie sur la totalité de Hy-Many à cette occasion 

## Source
- (en) T.W Moody, F.X. Martin et F.J. Byrne, A New History of Ireland IX Maps, Genealogies, Lists. A companion to Irish History part II, Oxford, Oxford University Press, 2011, 690 p. (ISBN 978-0-19-959306-4).